# Étel
 Étel  (en bretón An Intel) es una población y comuna francesa, situada en la región de Bretaña, departamento de Morbihan, en el distrito de Lorient y cantón de Belz.

## Demografía
| 3085 | 3074 | 2762 | 2445 | 2318 | 2165 |
| Para los censos de 1962 a 1999 la población legal corresponde a la población sin duplicidades (Fuente: INSEE [Consultar]) |      |      |      |      |      |